# Gare de Graffenstaden
Gare de Graffenstaden vasútállomás Franciaországban, Geispolsheim településen.

## Vasútvonalak
Az állomást az alábbi vasútvonalak érintik:
- Strasbourg–Bázel-vasútvonal

## Kapcsolódó állomások
A vasútállomáshoz az alábbi állomások vannak a legközelebb:
- Gare de Strasbourg (Gare de Saverne)
- Gare de Geispolsheim (Gare de Sélestat)